# مارک تایمانف
مارک تایمانف (روسی: Марк Евгеньевич Тайманов) یکی از شطرنج بازان برجسته شوروی و روسیه بود که در طی سال‌های ۱۹۴۶ تا ۱۹۷۱ همواره در بین ۲۰ شطرنج باز برتر جهان قرار داشت. وی هم‌چنین در نوازندگی ساز پیانو نیز چیره‌دست بود. تایمانف در سال ۱۹۵۲ استادبزرگ شطرنج شد و در سال ۱۹۵۶ توانست به مقام نخست مسابقات شطرنج اتحاد جماهیر شوروی دست پیدا کند. وی در سال‌های ۱۹۵۳ و ۱۹۷۱ دو بار به در مسابقات کاندیداتوری شطرنج حضور داشت که در سال ۱۹۷۱ با نتیجه ۶–۰ به بابی فیشر آمریکایی باخت و از راهیابی به مسابقه با قهرمان شطرنج جهان بازماند.